# 天神峰
天神峰（てんじんみね）は、千葉県成田市の大字。郵便番号は282-0002（成田国際空港内）、286-0102（その他）。

## 地理
成田市の東部に位置し、遠山地区に所属する。
周辺の十余三、吉岡、川上、東峰、取香、堀之内と隣接する。
大半の区域が新東京国際空港（現・成田国際空港）の敷地（二期地区）の一部であり、B滑走路や誘導路などの施設が置かれている。

## 歴史
天神峰は主に明治・大正期に開墾された地区であった。
空港建設にあたって三里塚闘争（成田空港問題）が発生し、空港反対運動の拠点となった地域の一つであり、1971年には日本幻野祭が開催された。
成田空港問題シンポジウム後も、この協議に加わらなかった反対同盟北原派を中心に当地での活動を続けており、付近のB滑走路や誘導路の周辺には未買収地が多く存在している。かつては成田新法の適用対象だった天神峰現地闘争本部（団結小屋）もあった。
また、B滑走路東側には「開拓組合道路」と呼ばれる反対派の一般共有地が、空港敷地に食い込むような形で存在する。

## 小・中学校の学区
市立小・中学校に通う場合、学区は以下の通りとなる。
| 地域 | 小学校             | 中学校             |
| ---- | ------------------ | ------------------ |
| 全域 | 成田市立遠山小学校 | 成田市立遠山中学校 |

## 施設
- 成田国際空港
- ローソン成田天神峰店
- 成田市公設地方卸売市場：2022年1月に同市飯仲より当地に移転。

## かつて存在した施設
- 千葉県花植木センター

## 交通

### 道路
- 千葉県道44号成田小見川鹿島港線（取香、東峰方面）

### バス
- 成田市コミュニティバス（千葉交通運行）津富浦ルート - 成井回転場～津富浦～保健福祉館
  - （八坂神社前（新田）） 花植木センター - （東峰）

ほか、「天神峰」バス停（成田市コミュニティバス・津富浦ルート、千葉交通・栗源線）が東峰にある。